# Skyggeboksning
Skyggeboksning er en træningsform i boksesporten, hvor udøveren imiterer at bokse, for på den måde at arbejde med stærke og svage sider i sin boksning.
| Sport | Spire Denne artikel om sport er en spire som bør udbygges. Du er velkommen til at hjælpe Wikipedia ved at udvide den. |